# Мефу и Аконо
Мефу и Аконо (фр. Méfou-et-Akono) — один из 10 департаментов Центрального региона Камеруна. Находится в южной части региона, занимая площадь в 1 329 км².
Административным центром департамента является город Нгуму (фр. Ngoumou). Граничит с департаментами: Лекье (на севере), Мфунди (на северо-востоке), Мефу и Афамба (на востоке), Ньонг и Соо (на востоке юге и юго-западе) и Ньонг и Келле (на западе).

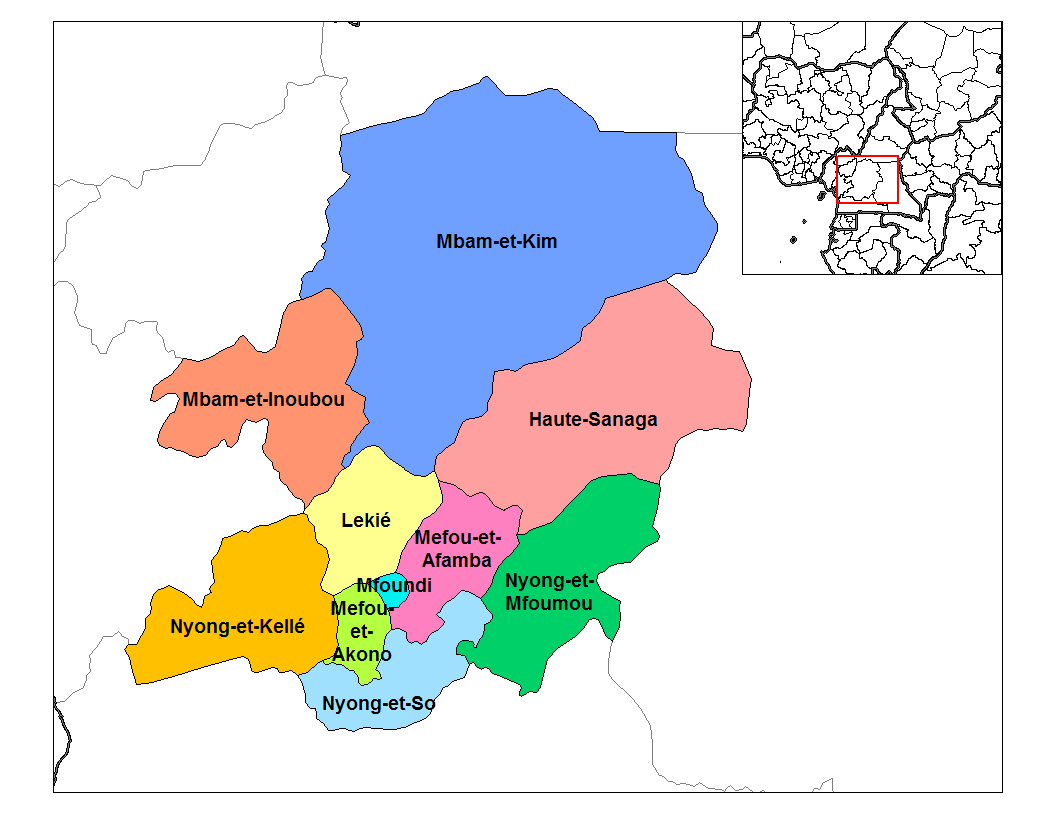
Департамент Мефу и Аконо на карте Центрального региона

## Административное деление
Департамент Мефу и Аконо подразделяется на 4 коммуны:
1. Аконо (фр. Akono)
2. Бикок (фр. Bikok)
3. Мбанкомо (фр. Mbankomo)
4. Нгуму (фр. Ngoumou)